# Persone di nome Steve/Calciatori
| Questa pagina contiene informazioni ricavate automaticamente dalle voci biografiche con l'ausilio del template Bio e di un bot. L'aggiornamento è periodico e automatico e ricostruisce completamente la pagina. Se manca una persona in questa lista, sei pregato di non aggiungerla, ma accertati piuttosto che la sua voce biografica contenga il template Bio e che i dati anagrafici siano correttamente compilati. Se il template Bio manca, inseriscilo tu stesso o, in alternativa, metti l'avviso {{tmp\|Bio}} che ne segnala la mancanza. Se i dati riportati sono sbagliati, correggi direttamente la voce biografica; le modifiche saranno visibili in questa lista entro pochi giorni. Per chiarimenti vedi il progetto antroponimi. La lista contiene solo le 61 persone che sono citate nell'enciclopedia e per le quali è stato implementato correttamente il template Bio. Pagina aggiornata al 22 lug 2025. |

Questa è una lista di persone presenti nell'enciclopedia che hanno il nome Steve e sono calciatori.

## A(1)
- Steve Ambri, calciatore francese (Mont-Saint-Aignan, n. 1997)

## B(7)
- Steve Leo Beleck, calciatore camerunese (Yaoundé, n. 1993)
- Steve Berry, ex calciatore inglese (Liverpool, n. 1963)
- Steve Bezzina, calciatore maltese (Pietà, n. 1987)
- Steve Borg, calciatore maltese (Mosta, n. 1988)
- Steve Breitkreuz, calciatore tedesco (Berlino, n. 1992)
- Steve Buckley, ex calciatore inglese (Eastwood, n. 1953)
- Steve Burtenshaw, calciatore e allenatore di calcio inglese (Portslade, n. 1935 - Worthing, † 2022)

## C(4)
- Steve Cherry, ex calciatore inglese (Nottingham, n. 1960)
- Steve Colpaert, ex calciatore belga (Etterbeek, n. 1986)
- Steve Cook, calciatore inglese (Hastings, n. 1991)
- Steve Cooreman, ex calciatore belga (Lunner, n. 1976)

## D(4)
- Steve Daley, ex calciatore inglese (Barnsley, n. 1953)
- Steve David, ex calciatore trinidadiano (Point Fortin, n. 1951)
- Steve De Ridder, calciatore belga (Gand, n. 1987)
- Steven Douglas, ex calciatore scozzese (n. 1977)

## F(4)
- Steve Fatupua-Lecaill, calciatore francese (Papeete, n. 1976 - Mahina, † 2003)
- Steve Fletcher, ex calciatore inglese (Wigan, n. 1972)
- Steve Frank, ex calciatore statunitense (Saint Louis, n. 1948)
- Steve Furtado, calciatore francese (Creil, n. 1994)

## G(5)
- Steve Gardner, ex calciatore inglese (Hemsworth, n. 1958)
- Steve Goble, ex calciatore inglese (Erpingham, n. 1960)
- Steve Green, calciatore giamaicano (n. 1976)
- Steve Grivnow, calciatore statunitense (Castle Shannon, n. 1922 - Pittsburgh, † 1969)
- Steve Guppy, ex calciatore inglese (Winchester, n. 1969)

## H(4)
- Steve Harper, ex calciatore inglese (Seaham, n. 1975)
- Steve Henriette, calciatore seychellese (n. 1987)
- Steve Horvat, ex calciatore australiano (Australia, n. 1971)
- Steve Hunt, ex calciatore inglese (Birmingham, n. 1956)

## J(1)
- Steve Jolley, ex calciatore statunitense (Virginia Beach, n. 1975)

## K(2)
- Steve Kapuadi, calciatore francese (Le Mans, n. 1998)
- Steve Kindon, ex calciatore inglese (Warrington, n. 1950)

## L(7)
- Steve Lawson, calciatore togolese (Mantes-la-Jolie, n. 1994)
- Steve Lekoelea, ex calciatore sudafricano (Sebokeng, n. 1979)
- Steve Litt, ex calciatore inglese (Keswick, n. 1954)
- Steve Livingstone, ex calciatore inglese (Middlesbrough, n. 1969)
- Steve Longue, ex calciatore francese (n. 1978)
- Steve Lovell, ex calciatore inglese (Amersham, n. 1980)
- Steve Lowndes, ex calciatore gallese (Newport, n. 1960)

## M(6)
- Steve Makuka, calciatore uruguaiano (Montevideo, n. 1994)
- Steve Mandanda, calciatore francese (Kinshasa, n. 1985)
- Steve Mardenborough, ex calciatore inglese (Birmingham, n. 1964)
- Steve Mokone, calciatore sudafricano (Johannesburg, n. 1932 - Washington, † 2015)
- Steve Mounié, calciatore beninese (Parakou, n. 1994)
- Steve Mvoué, calciatore camerunese (Yaoundé, n. 2002)

## N(1)
- Steve Ngoura, calciatore francese (Ivry-sur-Seine, n. 2005)

## O(1)
- Steve Olfers, ex calciatore olandese (Haarlem, n. 1982)

## P(5)
- Steve Parr, calciatore inglese (Preston, n. 1926 - † 2019)
- Steve Pecher, ex calciatore statunitense (Saint Louis, n. 1956)
- Steve Penney, ex calciatore nordirlandese (Ballymena, n. 1964)
- Steve Pinau, calciatore francese (Le Mans, n. 1988)
- Steve Powell, ex calciatore e allenatore di calcio inglese (Derby, n. 1955)

## R(2)
- Steve Rouiller, calciatore svizzero (Monthey, n. 1991)
- Steve Rubanguka, calciatore ruandese (Cyangugu, n. 1996)

## S(3)
- Steve Simonsen, ex calciatore inglese (South Shields, n. 1979)
- Steve Sims, ex calciatore inglese (Lincoln, n. 1957)
- Steve Solvet, calciatore francese (Les Abymes, n. 1996)

## T(1)
- Steve Twellman, ex calciatore statunitense (Saint Louis, n. 1949)

## W(2)
- Steve Wegerle, ex calciatore sudafricano (Pretoria, n. 1953)
- Steve Williams, ex calciatore inglese (Romford, n. 1958)

## Z(1)
- Steve Zakuani, ex calciatore della Repubblica Democratica del Congo (Kinshasa, n. 1988)